# Вышнеградский, Николай Алексеевич
Николай Алексеевич Вышнеградский (5 [17] декабря 1821, Вышний Волочёк — 19 апреля [1 мая] 1872, Санкт-Петербург) — русский педагог и организатор женских гимназий в России.
Брат Ивана Алексеевича Вышнеградского — министра финансов Российской империи в 1888—1892 годах.

## Биография
Происходил из духовного звания; родился в Вышнем Волочке Тверской губернии 5 (17) декабря 1821 года. 
Образование Николай Алексеевич Вышнеградский получил в Главном педагогическом институте (1844). Затем преподавал русскую словесность в Ларинской гимназии (с 1845 по 1851 годы) и в старших классах Императорского училища правоведения. За диссертацию «О филологических исследованиях церковно-славянского наречия и преимущественно о грамматиках сего наречия» в 1847 году получил степень магистра русской словесности. 
С 1848 года преподавал в Главном педагогическом институте, сначала — в предварительном курсе — философские науки, затем, с 1849 года — педагогику; в 1853 году получил звание экстраординарного профессора. Одновременно, был инспектором классов Павловского женского института и преподавал педагогику (в 1848—1857) в педагогических классах Александровского училища.
В 1854 году он составил одну из первых отечественных программ по педагогике для подготовки учителей. С 1855 года он состоял членом учёного комитета Министерства народного просвещения.
С 1857 года стал издавать «Русский педагогический вестник», который имел большой успех. Публикациями в журнале он настойчиво проводил мысль о необходимости широкой постановки женского образования в России. В 1858 году Вышнеградский обратился с планом устройства женского образования к принцу Ольденбургскому, при посредстве которого вскоре последовало открытие в Санкт-Петербурге, на углу Невского проспекта (д. 45) и Троицкой (Рубинштейна), первого «Мариинского женского училища для приходящих девиц», попечителем которого был назначен принц Ольденбургский, а начальником — Н. А. Вышнеградский. В 1862 году Вышнеградский подготовил устав, который лёг в основу деятельности всех Мариинских женских училищ в России.

## Семья
Женился 26 апреля 1846 года на дочери надворного советника Александре Александровне Шмидт; 2 апреля 1847 года у них родилась дочь Мария, 7 декабря 1851 — сын Алексей.